# Acétate de propyle
L'acétate de propyle, également connu comme éthanoate de propyle, est un solvant.  C'est un liquide incolore qui est connu pour son odeur de poire. Il est donc souvent utilisé comme additif pour son odeur. Il est formé par l'estérification de l'acide acétique et du propan-1-ol.